# Tomás Rolan
Tomás Rolan (Rocha, 13 gennaio 1936 – Avellaneda, 9 gennaio 2014) è stato un calciatore uruguaiano, di ruolo difensore.

## Carriera
Con l'Independiente vince due titoli argentini e due Coppa Libertadores consecutive, ma gli sfugge per due volte di fila la Coppa Intercontinentale (1964 e 1965), in entrambe le occasioni contro gli italiani dell'Inter.

## Palmarès

### Competizioni nazionali
- Campionato argentino: 2

Independiente: 1960, 1963

### Competizioni internazionali
- Coppa Libertadores: 2

Independiente: 1964, 1965